# اس‌خرافن‌زانده
اس‌خرافن‌زانده (به هلندی: 's-Gravenzande) یک منطقهٔ مسکونی در هلند است که در وستلاند واقع شده‌است. اس‌خرافن‌زانده ۲۲٬۱۹۰ نفر جمعیت دارد.